# هارلی تارور
هارلی تارور (انگلیسی: Hurley Tarver؛ زادهٔ ۳۰ نوامبر ۱۹۷۵) یک بازیکن فوتبال آمریکایی اهل ایالات متحده آمریکا است.